# 南非國家情報局
28°18′24″S 25°51′02″E / 28.30667°S 25.85056°E
南非国家情报局南非情报机构。它负责情报和反情报工作。实行总干事负责制。
南非国家情报局在1994年南非第一次多民族选举后成立，它主要由负责国内情报部分的国家情报处与负责国外情报部分的南非秘密情报处两个机构组成。

## 歷年主管
- 1995 – 1999 Sizakele Sigxashe[2]:345
- 1999 – 2004 Vusi Mavimbela[2]:346
- 2004 – 2005 Billy Masetlha[2]:346
- 2005 – 2009 Manala Manzini[3]
- 2009 – 2011 Lizo Gibson Njenje[4]
- 2011 – 2013 Dennis Dlomo (acting)[5]
- 2013 – 2014 Simon Ntombela[6][7]

## 洩密事件
2015年2月大量關於南非国家情报局的內部文件被洩漏，時間跨距為2006-2014年間，長達128頁多，且經過篩選，不排除更敏感性資料在某人手中作為後續的威脅籌碼，中國央視2015年2月27日專題報導評論認為是情報利益的分配不均導致某些人產生內鬥，最後發展為部分洩密以展示自己手中籌碼，為後續自我安全或談條件鋪陳。
洩漏情報多為南非國安局一些內部報告，及與英美俄等國情報部門的機密信函，南非大學學者認為此一事件目前已經導致南非政府威信喪失，日後和他國情報合作將不被信任，若再有更多內容丟出，損害還將更超出想像。現有文件已經曝光僅在南非行政首都比勒陀利亞，就有78名外國間諜，其照片、住址和手機號碼等都被公布。此外還有65名外國情報人員被認為是卧底，處於潛伏狀態。還包含伊朗和以色列派出的間諜其實已經被發現然後被南非長期盯哨的間諜戰等內容。